# 王學伊 (光緒進士)
王學伊（1874年—1910年），字就五、聘三，号平山，山西省太原府文水縣人，清末政治人物。光緒進士。

## 生平
光緒二十年（1894年），参加光緒甲午科殿試，登進士三甲144名。同年五月，以主事分部学习。授刑部奉天清吏司主事。光绪三十一年（1905年）九月，任固原直隶州知州，并兼学正。
王学伊任內，重农务、兴物产，创办固原州学堂，重修固原宣讲劝学公所。光緒三十二年（1906年），设立“固原巡警总局”，自任督办官，加强治安；又在东门外建“养济院”，收养老弱病殘，在城南建“栖流所”，安置流民。光緒三十三年（1907年），编修《固原州志》。